# Edouard Izac
Edouard Victor Michel Izac (ur. 18 grudnia 1891 w Cresco, zm. 18 stycznia 1990 w Fairfax) – amerykański porucznik marynarki, polityk, członek Partii Demokratycznej.

## Służba wojskowa
Po ukończeniu United States Naval Academy walczył podczas I wojny światowej, a po jej zakończeniu, w wyniku problemów zdrowotnych przeszedł w stan spoczynku.

## Działalność polityczna
W okresie od 3 stycznia 1937 do 3 stycznia 1943 przez trzy kadencje był przedstawicielem 20. okręgu, następnie przez dwie kadencje do 3 stycznia 1947 był przedstawicielem nowo utworzonego 23. okręgu wyborczego w stanie Kalifornia w Izbie Reprezentantów Stanów Zjednoczonych.

## Odznaczenia[1]
- Medal Honoru
- Krzyż Zasługi Wojennej
- Krzyż Czarnogóry